# 유벤투스 넥스트 젠
유벤투스 넥스트 젠(이탈리아어: Juventus Next Gen)은 흔히 줄여서 유베 넥스트 젠(Juve Next Gen) 또는 유베 NG(Juve NG)로 알려진 피에몬테주 토리노를 연고로 하는 2018년에 창단된 이탈리아의 프로 축구 클럽으로 유벤투스의 리저브 팀이며, 현재는 세리에 C C조에 참가하고 있다. 홈구장은 토리노에서 약 100km 떨어진 알레산드리아에 위치한 스타디오 주세페 모카가타이다. 
이탈리아에 리저브 팀이 다시 도입된 이후, 유벤투스 U-23은 2018년에 창단되어 이탈리아 축구 리그 시스템의 프로-3 레벨인 세리에 C에 참가하였다. 창단 첫해에는 세리에 C 승격 플레이오프에 진출했지만 세리에 B로 승격은 하지 못했다. 2019-20 시즌, 파비오 페키아 감독의 지휘 아래 유벤투스 U-23 팀은 코파 이탈리아 세리에 C 결승에서 테르나나를 꺾고 우승을 차지했으며, 2022년에 현재의 이름인 유벤투스 넥스트 젠으로 이름을 변경했다. 유벤투스 넥스트 젠은 아탈란타가 리저브 팀을 창단한 2023년 8월까지 이탈리아 프로 리그에 있던 유일한 리저브 팀이었다.
리저브 팀이라는 클럽의 특성상, 유벤투스 넥스트 젠은 세리에 A로 승격할 자격이 없고 이탈리아의 주요 축구 대회인 코파 이탈리아에 출전할 수 없는 등 특정 규정을 준수해야 한다.

## 성적
- 코파 이탈리아 세리에 C

- 우승: (2019-20)
- 준우승: (2022–23)

## 선수 명단

### 현역
참고: FIFA 자격 규정에 따라 소속된 국가대표팀 국기를 표시합니다. 선수는 복수의 FIFA 비회원국 국적을 가지고 있을 수 있습니다.
| 번호 | 포지션 | 국적 | 이름             |
| ---- | ------ | ---- | ---------------- |
| 3    | FW     | 가나 | 펠릭스 아페나-잔 |

| 번호 | 포지션 | 국적     | 이름                    |
| ---- | ------ | -------- | ----------------------- |
| 74   | MF     |          | 크리스토스 파파도풀로스 |
| 79   | FW     | 포르투갈 | 루이스 세메도           |

## 역대 감독
| 감독          | 임기   |
| ------------- | ------ |
| 파올로 몬테로 | 2024 ~ |

틀:유벤투스 넥스트 젠 선수 명단